# Bansenshūkai
 (septembre 2016).

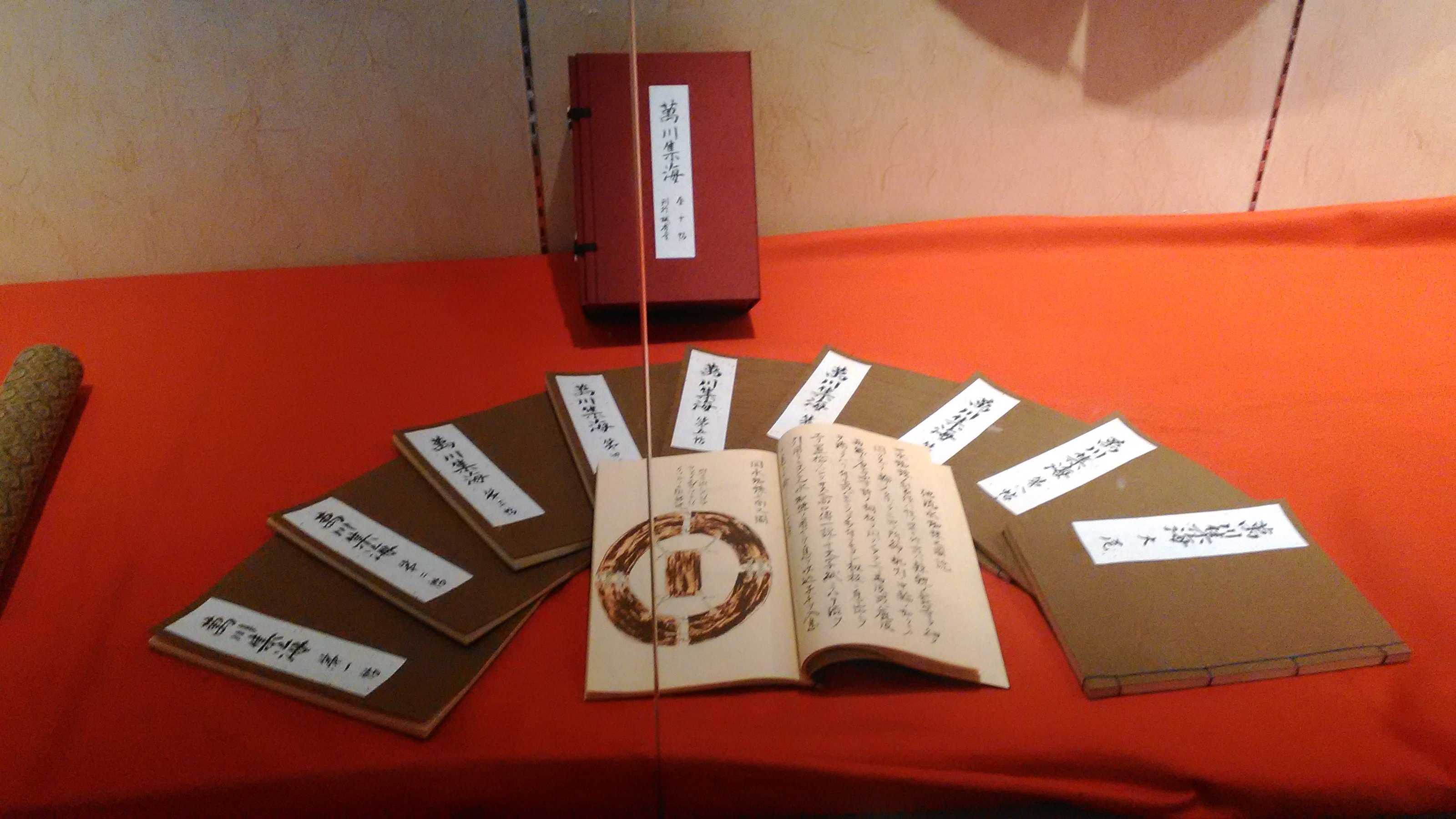
Bansenshūkai

Le Bansenshukai (萬川集海, littéralement « Dix mille rivières se rassemblent dans la mer » ) est un ensemble de savoirs ninja attribué à un maître ninja de la province d'Iga, nommé Fujibayashi Sabuji, Fujibayashi Yasutake, ou Fujibayashi Yasuyoshi. Composé en 1676, il témoigne des traditions de l'époque (d'influences chinoises) relatives à la philosophie, à la stratégie et à l'astrologie, mais aussi des techniques telles que la fabrication des outils ou la préparation d'explosifs artisanaux.
Avec le Shōninki et le Ninpiden, il est l'un des trois principaux écrits Ninja qui nous soient parvenus.
Il a été édité pour la toute première fois hors du Japon en mai 2013, en langue française, grâce aux travaux d'Axel Mazuer.

## Contenu
Le Bansenshukai est principalement constitué de vingt-deux volumes rassemblés au sein de dix cahiers :
- Le cahier 1, introductif (jô), comprend la présentation globale du Bansenshûkai, son sommaire, ainsi qu’un volume constituant une sorte de FAQ (Frequently Asked Questions, ou « Foire aux questions ») de l’époque sur le ninjutsu, présenté sous forme d’un dialogue (vol. 1).
- Le cahier 2 comprend deux volumes (vol. 2 et 3) : ils traitent de la philosophie et de la spiritualité ninja. C’est le cahier « de la droiture d’esprit » (shôshin ou seishin), de l’éthique et des valeurs morales qui se trouvent à la base de l’action.
- Le cahier 3 comprend quatre volumes. C’est le cahier « de la sagesse du général » (shôchi). Il explique comment commander de façon intelligente et avisée, c’est-à-dire, en l’occurrence, comment créer, puis gérer et utiliser efficacement une organisation ninja (vol. 4 et 5). Il explique ensuite comment se protéger soi-même contre les ninja ennemis (vol. 6 et 7).
- Le cahier 4 comprend trois volumes : s’infiltrer à long terme (vol. 8), s’infiltrer à court terme (vol. 9) et des techniques d’observation et de reconnaissance du terrain (vol. 10). C’est le cahier « des aspects yang du ninjutsu » ou yô-nin. Ces techniques sont qualifiées de Yang (Yô en japonais), à la fois parce qu’elles sont pacifiques, préventives, non offensives, et parce que le ninja agit dans la lumière, « en plein jour ».

Au Yang répond le Yin (In en japonais), qui lui est opposé mais complémentaire. Aussi les trois cahiers suivants du Bansenshûkai sont-ils consacrés aux « aspects yin du ninjutsu » ou in-nin. Au contraire du Yang, ce sont toutes les techniques et stratégies qualifiées de Yin, à la fois parce qu’elles sont agressives, intrusives, offensives, et parce que le ninja agit dans l’ombre, « dans la nuit ».
- Le cahier 5 comprend deux volumes sur la façon d’infiltrer les châteaux (ou les installations militaires bien protégées, en général) : techniques de base et techniques avancées (vol. 11 et 12).
- Le cahier 6 comprend un seul volume sur la façon d’infiltrer les maisons (ou les bâtiments civils, en général) (vol. 13).
- Le cahier 7 comprend deux volumes : l’un sur l’effraction et le crochetage des serrures, très technique et appuyé par de nombreux schémas (vol. 14), et l’autre sur les techniques de guerilla et d’attaques nocturnes rapides (vol. 15).
- Le cahier 8 comprend deux volumes : l’un sur l’astrologie et la divination (vol. 16), et l’autre sur l’astronomie et la météorologie (vol. 17). C’est le cahier « de l’observation du ciel » (tenji).
- Le cahier 9 comprend trois volumes sur les outils. Chaque volume correspond à une catégorie d’outils spécifiques, illustré par de nombreux schémas techniques : les outils destinés à l’escalade (vol. 18), les outils pour se déplacer en milieu aquatique (vol. 19) et les outils destinés à l’effraction (vol. 20). C’est le cahier « des outils et instruments utilisés en ninjutsu » (ninki).
- Le cahier 10 comprend deux volumes, qui sont les deux moitiés d’un thème unique : les préparations pyrotechniques (vol. 21 et 22). C’est une suite de formules expliquant, au gramme près, comment fabriquer des explosifs, des bombes, des préparations incendiaires ou des torches pour s’éclairer la nuit. C’est le cahier « des outils de feu » (kaki).

## Versions
Il existe deux versions :
1. La version Koga comprend vingt-deux volumes en dix cahiers, accompagné d'un supplément d'un cahier.
2. La version Iga comprend vingt-deux volumes reliés en douze cahiers accompagnés de quatre volumes supplémentaires en quatre cahiers.

## Copies
Après la Seconde Guerre mondiale, un nombre limité de copies manuscrites est proposé au public. Quelques-unes de ces copies sont dans certaines bibliothèques nationales et universitaires majeures